# Copa do Mundo de ciclismo em pista de 2016-2017
A Copa do Mundo de ciclismo em pista de 2016-2017 é uma competição organizada pela UCI que reagrupa várias provas de ciclismo em pista. A temporada estreia em 4 de novembro de 2016 e termina-se em 26 de fevereiro de 2017. Para esta temporada, quatro séries estão no programa.
A cada série está constituída as dez provas olímpicas disputadas pelos homens e as mulheres : keirin, velocidade individual, velocidade por equipas, perseguição por equipas e omnium. Das provas anexas podem estar organizadas sem estar consideradas como pertencentes às provas da Copa do mundo, mas como provas de classe 1 (C1).
À classificação por nações, a Grã-Bretanha é a detentora do título.

## Calendário
| Data                       | País           | Cidade      | Velódromo                      |
| -------------------------- | -------------- | ----------- | ------------------------------ |
| 4-6 de novembro de 2016    | Reino Unido    | Glasgow     | Emirates Arena                 |
| 11-13 de novembro de 2016  | Países Baixos  | Apeldoorn   | Omnisport Apeldoorn            |
| 17-19 de fevereiro de 2017 | Colômbia       | Cali        | Velódromo Alcides Nieto Patiño |
| 25-26 de fevereiro de 2017 | Estados Unidos | Los Angeles | VELO Sports Center             |

## Classificação por nações

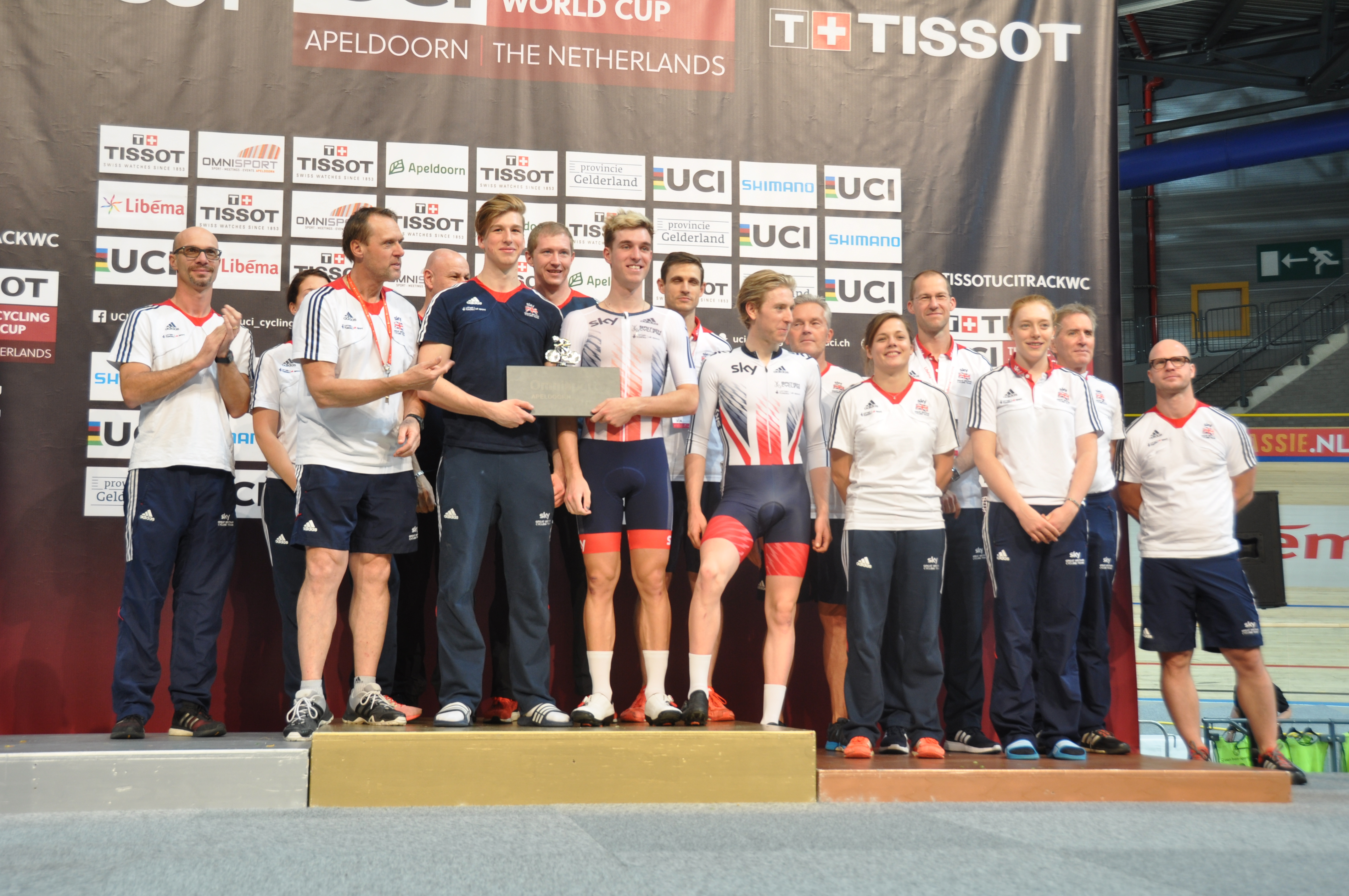
A equipa da Britânica, vencedora da série de Apeldoorn

| Faixa | País/Equipa | Glasg 1 | Apel 2 | Cali 3 | A 4    | Total   |
| ----- | ----------- | ------- | ------ | ------ | ------ | ------- |
| 1     | França      | 5680    | 4175   | 5032,5 | 4597,5 | 19485   |
| 2     | Rússia      | 4550    | 3645   | 5045   | 3365   | 16605   |
| 3     | Polónia     | 4350    | 3322,5 | 4295   | 3491   | 15458,5 |
| 4     | Ucrânia     | 4110    | 4040   | 2685   | 3860   | 14695   |
| 5     | Reino Unido | 5800    | 5915   | 1730   | 1050   | 14495   |
| 6     | Alemanha    | 3522,5  | 3356   | 3935   | 3275   | 14088,5 |
| 7     | Itália      | 3675    | 3265   | 3960   | 2930   | 13830   |
| 8     | Espanha     | 3937,5  | 4737,5 | 3700   | 1443,5 | 13818,5 |
| 9     | Austrália   | 3808,5  | 1923,5 | 4270   | 1865   | 11867   |
| 10    | Bélgica     | 3360    | 3455   | 3955   | -      | 10770   |

## Homens

### Quilómetro

#### Resultados
| Lugar | Vencedor         | Segundo             | Terceiro    |
| ----- | ---------------- | ------------------- | ----------- |
| Cali  | Krzysztof Maksel | Maximilian Dörnbach | Tomáš Bábek |

#### Classificação
| Pos. | Corredor            | Cali | Pts |
| 1.   | Krzysztof Maksel    | 500  | 500 |
| 2.   | Maximilian Dörnbach | 450  | 450 |
| 3.   | Tomáš Bábek         | 400  | 400 |
| 4.   | Aleksandr Vasyukhno | 375  | 375 |
| 5.   | Jordan Castle       | 350  | 350 |
| 6.   | Benjamin Édelin     | 325  | 325 |
| 7.   | Diego Andrés Peña   | 300  | 300 |
| 8.   | Stefan Ritter       | 275  | 275 |
| 9.   | Roberto Serrano     | 250  | 250 |
| 10.  | José Moreno Sánchez | 225  | 225 |

### Keirin

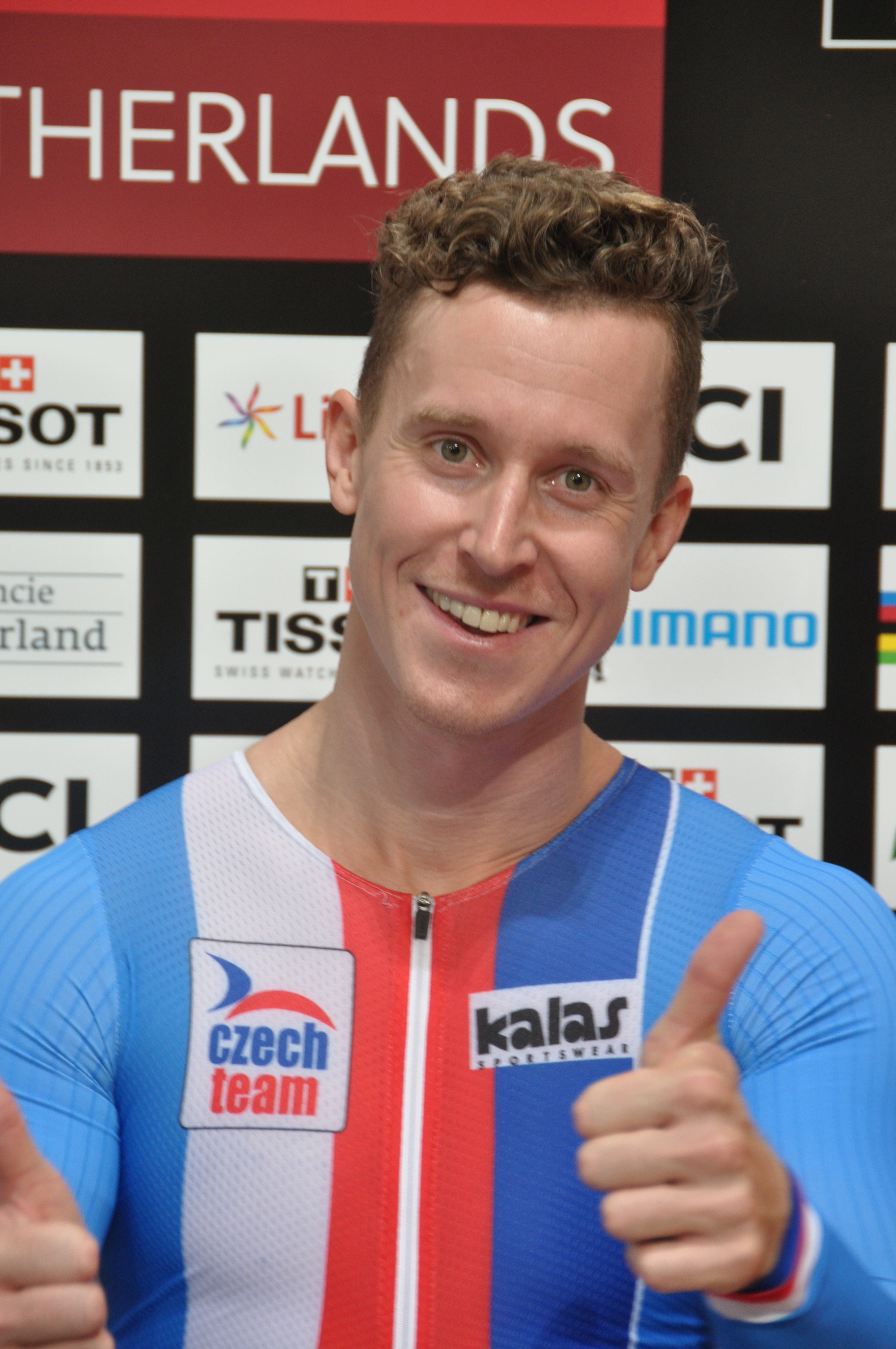
Tomáš Bábek, vencedor do keirin, em Glasgow e Apeldoorn

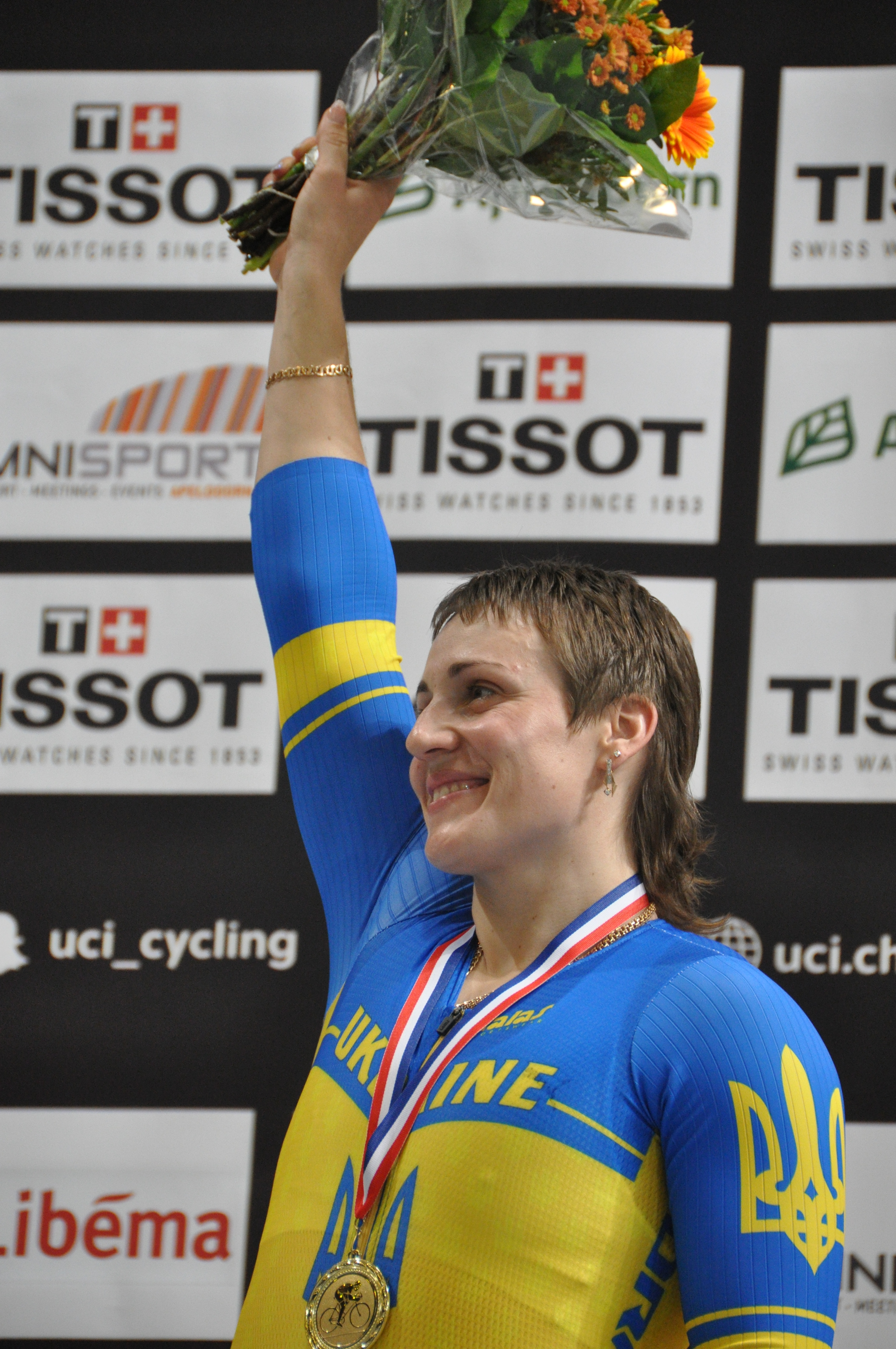
Lyubov Basova, vencedor do keirin em Apeldoorn

#### Resultados
| Lugar       | Vencedor      | Segundo          | Terceiro                     |
| ----------- | ------------- | ---------------- | ---------------------------- |
| Glasgow     | Tomáš Bábek   | Vasilijus Lendel | Lewis Oliva                  |
| Apeldoorn   | Tomáš Bábek   | Andriy Vynokurov | Juan Peralta                 |
| Cali        | Fabián Puerta | François Pervis  | Tomáš Bábek                  |
| Los Angeles | Fabián Puerta | Hugo Barrette    | Muhammad Shah Firdaus Sahrom |

#### Classificação
| Pos. | Corredor                     | Glasg | Apel | Cali | A   | Pts  |
| 1.   | Tomáš Bábek                  | 500   | 500  | 400  |     | 1400 |
| 2.   | Vasilijus Lendel             | 450   | 350  | 300  | 275 | 1375 |
| 3.   | Andriy Vynokurov             | 300   | 450  | 275  | 300 | 1325 |
| 4.   | Muhammad Shah Firdaus Sahrom | 275   | 275  | 175  | 400 | 1125 |
| 5.   | Lewis Oliva                  | 400   | 325  | -    | 375 | 1100 |
| 6.   | Fabián Puerta                | -     | -    | 500  | 500 | 1000 |
| 7.   | Kwesi Browne                 | 175   | 120  | 350  | 205 | 850  |
| 8.   | François Pervis              | -     | -    | 450  | 350 | 800  |
| 9.   | Tomoyuki Kawabata            | 205   | 190  | 375  | -   | 770  |
| 10.  | Thomas Clarke                | 190   | 175  | 205  | 175 | 745  |

### Velocidade

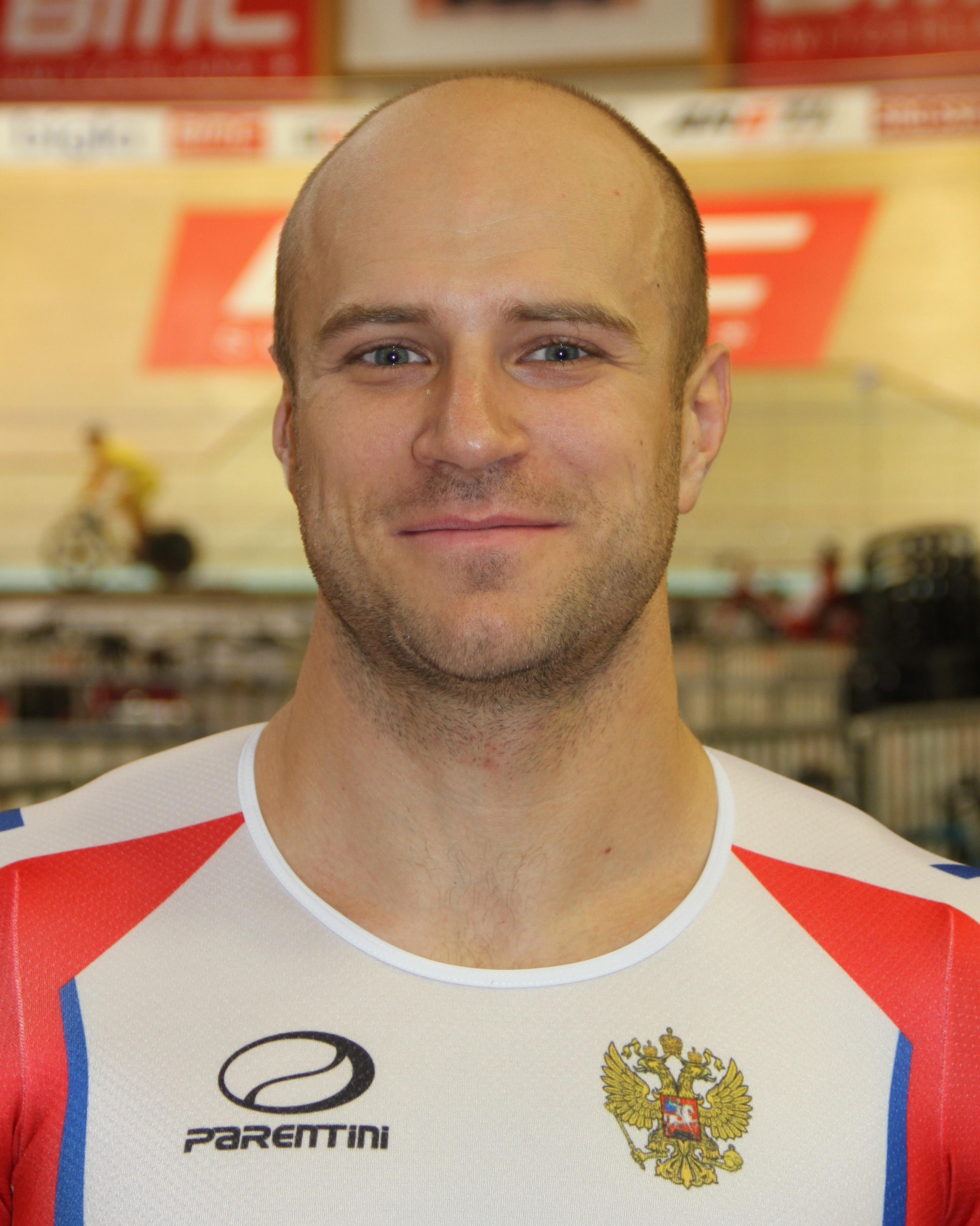
Denis Dmitriev, vencedor dos torneios de sprint em Cali e Los Angeles

#### Resultados
| Lugar       | Vencedor          | Segundo            | Terceiro           |
| ----------- | ----------------- | ------------------ | ------------------ |
| Glasgow     | Kamil Kuczyńesqui | Pavel Yakushevskiy | Andriy Vynokurov   |
| Apeldoorn   | Andriy Vynokurov  | Kamil Kuczyńesqui  | Sébastien Vigier   |
| Cali        | Denis Dmitriev    | Max Niederlag      | Pavel Yakushevskiy |
| Los Angeles | Denis Dmitriev    | Max Niederlag      | Sam Webster        |

#### Classificação
| Pos. | Corredor           | Glasg | Apel | Cali | A   | Pts  |
| 1.   | Andriy Vynokurov   | 400   | 500  | 300  | 325 | 1525 |
| 2.   | Kamil Kuczyńesqui  | 500   | 450  | 250  | 275 | 1475 |
| 3.   | Pavel Yakushevskiy | 450   | 205  | 400  | 205 | 1260 |
| 4.   | Denis Dmitriev     | -     | -    | 500  | 500 | 1000 |
| 5.   | Max Niederlag      | -     | -    | 450  | 450 | 900  |
| 6.   | Vasilijus Lendel   | 250   | 250  | 175  | 160 | 835  |
| 7.   | Eric Engler        | 300   | 145  | 160  | 175 | 780  |
| 8.   | Sebastien Vigier   | -     | 400  | 375  | -   | 775  |
| 9.   | Mateusz Rudyk      | 300   | 120  | 275  | -   | 745  |
| 10.  | Ryan Owens         | 375   | 350  | -    | -   | 725  |

### Velocidade por equipas

#### Resultados
| Lugar       | Vencedor                                                                         | Segundo                                                                  | Terceiro                                                        |
| ----------- | -------------------------------------------------------------------------------- | ------------------------------------------------------------------------ | --------------------------------------------------------------- |
| Glasgow     | Reino Unido · Jack Carlin · Ryan Owens · Joseph Truman                           | França · Sébastien Vigier · Benjamin Edelin · Quentin Lafargue           | Polónia · Maciej Bielecki · Mateusz Rudyk · Kamil Kuczyńesqui   |
| Apeldoorn   | Reino Unido · Jack Carlin · Ryan Owens · Joseph Truman                           | França · Sébastien Vigier · Benjamin Edelin · Quentin Lafargue           | Alemanha · Robert Förstemann · Eric Engler · Tobias Wächter     |
| Cali        | Alemanha · Robert Förstemann · Max Niederlag · Maximilian Dörnbach · Eric Engler | Polónia · Maciej Bielecki · Mateusz Rudyk · Michał Lewandowski           | Rússia · Pavel Yakushevskiy · Kirill Samusenko · Alexey Tkachev |
| Los Angeles | Nova Zelândia · Ethan Mitchell · Sam Webster · Edward Dawkins                    | Alemanha · Erik Balzer · Max Niederlag · Robert Förstemann · Eric Engler | Polónia · Maciej Bielecki · Mateusz Rudyk · Krzysztof Maksel    |

#### Classificação
| Pos. | Equipa        | Glasg | Apel  | Cali  | A     | Pts    |
| 1.   | Alemanha      | 562,5 | 600   | 750,0 | 675,0 | 2587,5 |
| 2.   | França        | 675,0 | 675,0 | 562,5 | 562,5 | 2475,0 |
| 3.   | Polónia       | 600,0 | 307,5 | 675,0 | 600,0 | 2182,5 |
| 4.   | Rússia        | 525,0 | 525,0 | 600,0 | 525,0 | 2175,0 |
| 5.   | Espanha       | 487,5 | 562,5 | 525,0 | 307,5 | 1882,5 |
| 6.   | Bielorrússia  | 375,0 | 487,5 | 337,5 | 487,5 | 1687,5 |
| 7.   | Reino Unido   | 750,0 | 750,0 | -     | -     | 1500,0 |
| 8.   | Nova Zelândia | 337,5 | 285,0 | -     | 750,0 | 1372,5 |
| 9.   | Chéquia       | 450,0 | 412,5 | 487,5 | -     | 1350,0 |
| 10.  | China         | 412,5 | 375,0 | 450,0 | -     | 1237,5 |

### Perseguição individual

#### Resultados
| Lugar   | Vencedor         | Segundo             | Terceiro       |
| ------- | ---------------- | ------------------- | -------------- |
| Glasgow | Sylvain Chavanel | Daniel Staniszewski | Dion Beukeboom |

#### Classificação
| Pos. | Corredor            | Glasg | Pts |
| 1.   | Sylvain Chavanel    | 500   | 500 |
| 2.   | Daniel Staniszewski | 450   | 450 |
| 3.   | Dion Beukeboom      | 400   | 400 |
| 4.   | Leif Lampater       | 375   | 375 |
| 5.   | Artyom Zakharov     | 350   | 350 |
| 6.   | Jay Lamoureux       | 325   | 325 |
| 7.   | Andrew Tennant      | 300   | 300 |
| 8.   | Raman Tsishkou      | 275   | 275 |
| 9.   | Stefan Bissegger    | 250   | 250 |
| 10.  | Rohan Wight         | 225   | 225 |

### Perseguição por equipas

#### Resultados
| Lugar     | Vencedor                                                                                 | Segundo                                                                                    | Terceiro                                                                        |
| --------- | ---------------------------------------------------------------------------------------- | ------------------------------------------------------------------------------------------ | ------------------------------------------------------------------------------- |
| Glasgow   | Reino Unido · Mark Stewart · Kian Emadi · Andrew Tennant · Oliver Wood · Matthew Bostock | França · Benjamin Thomas · Sylvain Chavanel · Corentin Ermenault · Adrien Garel            | Canadá · Adam Jamieson · Aidan Cavas · Jay Lamoureux · Bayley Simpson · Ed Veal |
| Apeldoorn | Canadá · Adam Jamieson · Aidan Cavas · Jay Lamoureux · Bayley Simpson · Ed Veal          | Bélgica · Moreno De Pauw · Kenny De Ketele · Robbe Ghys · Gerben Thijssen · Jonas Rickaert | França · Benjamin Thomas · Morgan Kneisky · Louis Pijourlet · Adrien Garel      |
| Cali      | Dinamarca · Niklas Larsen · Julius Johansen · Frederik Madsen · Casper Phillip Pedersen  | Lokosphinx Alexander Evtushenko Sergey Shilov Dmitriy Sokolov Mamyr Stash                  | Rússia · Evgeny Kovalev · Vladislav Kulikov · Alexey Kurbatov · Andrey Sazanov  |

#### Classificação
| Pos. | Equipa      | Glasg | Apel | Cali | Pts  |
| 1.   | França      | 900   | 800  | 650  | 2350 |
| 2.   | Bélgica     | 700   | 900  | 600  | 2200 |
| 3.   | Rússia      | 550   | 650  | 800  | 2000 |
| 4.   | Polónia     | 650   | 750  | 500  | 1900 |
| 5.   | Suíça       | 750   | 380  | 750  | 1880 |
| 6.   | Canadá      | 800   | 1000 | -    | 1800 |
| 7.   | Itália      | 600   | 600  | 550  | 1750 |
| 8.   | Reino Unido | 1000  | 700  | -    | 1700 |
| 9.   | China       | 450   | 500  | 350  | 1300 |
| 10.  | Espanha     | 410   | 450  | 380  | 1240 |

### Scratch

#### Resultados
| Lugar       | Vencedor         | Segundo            | Terceiro       |
| ----------- | ---------------- | ------------------ | -------------- |
| Apeldoorn   | Raman Ramanau    | Christopher Latham | Moreno De Pauw |
| Los Angeles | Yauheni Karaliok | Thomas Denis       | Thomas Sexton  |

#### Classificação
| Pos. | Corredor             | Apel | A   | Pts |
| 1.   | Yauheni Karaliok     | 325  | 500 | 825 |
| 2.   | Félix English        | 375  | 375 | 750 |
| 3.   | Raman Ramanau        | 500  | 120 | 620 |
| 4.   | Maksim Piskunov      | 350  | 175 | 525 |
| 5.   | Francesco Castegnaro | 190  | 300 | 490 |
| 6.   | Thomas Denis         | -    | 450 | 450 |
| 7.   | Christopher Latham   | 450  | -   | 450 |
| 8.   | Thomas Sexton        | -    | 400 | 400 |
| 9.   | Moreno De Pauw       | 400  | -   | 400 |
| 10.  | Krisztián Lovassy    | 110  | 275 | 385 |

### Corrida por pontos

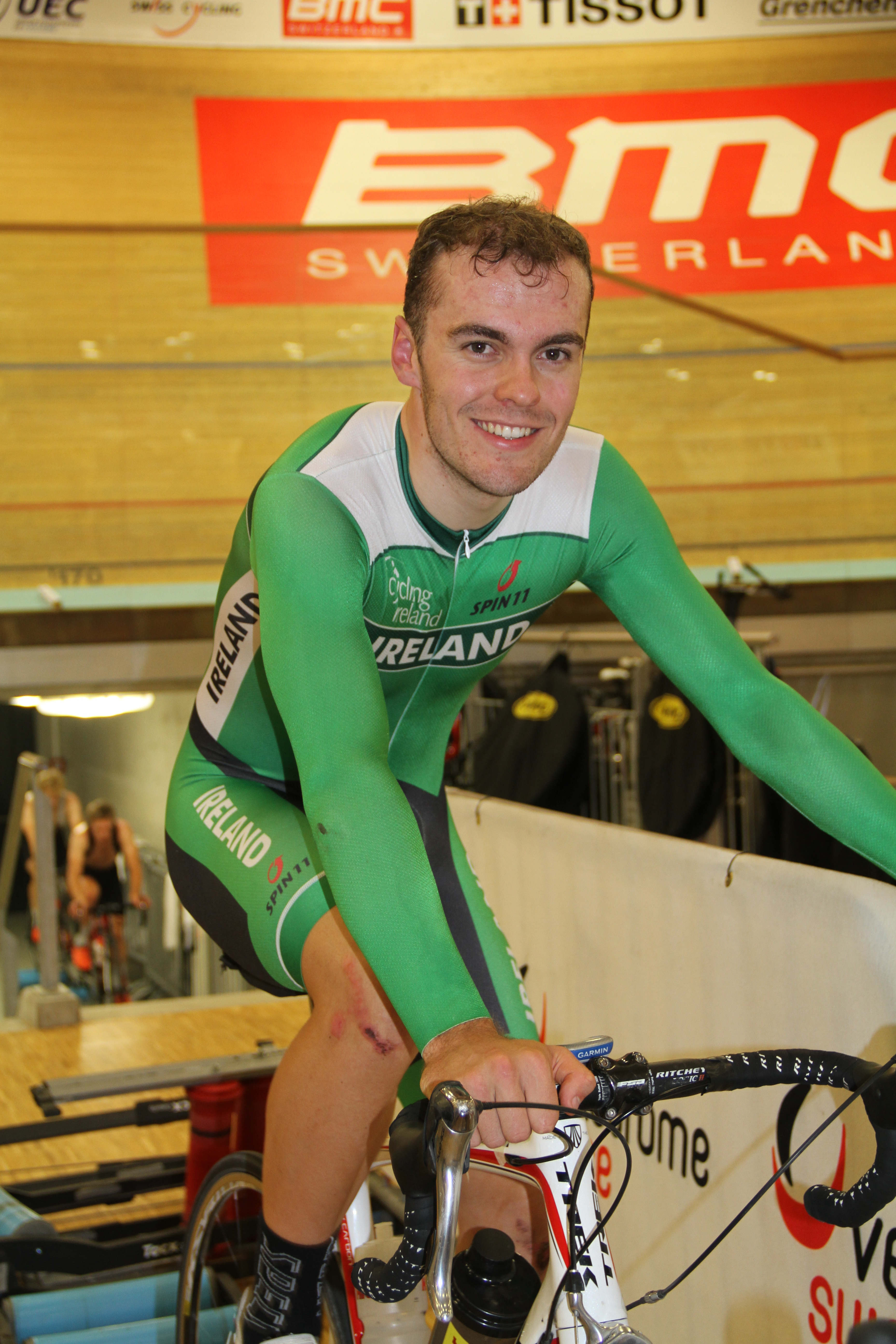
Mark Downey (aqui em 2015), vencedor das carreiras aos pontos em Apeldoorn e Cali

#### Resultados
| Lugar     | Vencedor      | Segundo         | Terceiro              |
| --------- | ------------- | --------------- | --------------------- |
| Glasgow   | Cameron Meyer | Benjamin Thomas | Samuel Harrison       |
| Apeldoorn | Mark Downey   | Morgan Kneisky  | Sultanmurat Miraliyev |
| Cali      | Mark Downey   | Niklas Larsen   | Robbe Ghys            |

#### Classificação
| Pos. | Corredor              | Glasg | Apel | Cali | Pts  |
| 1.   | Mark Downey           | -     | 500  | 500  | 1000 |
| 2.   | Eloy Teruel           | 275   | 325  | 375  | 975  |
| 3.   | Kenny De Ketele       | 350   | 350  | -    | 700  |
| 4.   | Raman Ramanau         | 190   | 275  | 225  | 690  |
| 5.   | Sultanmurat Miraliyev | 250   | 400  | -    | 650  |
| 6.   | Sam Harrison          | 400   | 205  | -    | 605  |
| 7.   | Vitaliy Hryniv        | 225   | 375  | -    | 600  |
| 8.   | Lucas Liß             | 300   | 225  | -    | 525  |
| 9.   | Adam Jamieson         | 205   | 300  | -    | 505  |
| 10.  | Cameron Meyer         | 500   | -    | -    | 500  |

### Perseguição à americana

#### Resultados
| Lugar       | Vencedor                                       | Segundo                                               | Terceiro                                         |
| ----------- | ---------------------------------------------- | ----------------------------------------------------- | ------------------------------------------------ |
| Glasgow     | Espanha · Sebastián Mora · Albert Torres       | Austrália · Cameron Meyer · Callum Scotson            | Bélgica · Kenny De Ketele · Moreno De Pauw       |
| Apeldoorn   | Bélgica · Robbe Ghys · Kenny De Ketele         | Itália · Francesco Lamon · Simone Consonni            | Reino Unido · Mark Stewart · Oliver Wood         |
| Cali        | Dinamarca · Casper von Folsach · Niklas Larsen | Irlanda · Félix English · Mark Downey                 | Rússia · Andrey Sazanov · Viktor Manakov         |
| Los Angeles | Irlanda · Félix English · Mark Downey          | Dinamarca · Julius Johansen · Casper Phillip Pedersen | Nova Zelândia · Campbell Stewart · Thomas Sexton |

#### Classificação
| Pos. | Equipa    | Glasg | Apel | Cali | A   | Pts  |
| 1.   | Itália    | 375   | 450  | 350  | 190 | 1365 |
| 2.   | Suíça     | 300   | 375  | 250  | 375 | 1300 |
| 3.   | França    | 350   | 325  | 300  | 325 | 1300 |
| 4.   | Bélgica   | 400   | 500  | 375  | -   | 1275 |
| 5.   | Irlanda   | -     | 300  | 450  | 500 | 1250 |
| 6.   | Polónia   | 325   | 350  | 275  | 300 | 1250 |
| 7.   | Rússia    | 250   | 175  | 400  | 205 | 1030 |
| 8.   | Dinamarca | -     | -    | 500  | 450 | 950  |
| 9.   | Ucrânia   | 190   | 250  | 225  | 275 | 940  |
| 10.  | Espanha   | 500   | -    | 205  | 225 | 675  |

### Omnium

#### Resultados
| Lugar       | Vencedor      | Segundo           | Terceiro           |
| ----------- | ------------- | ----------------- | ------------------ |
| Apeldoorn   | Szymon Sajnok | Albert Torres     | Benjamin Thomas    |
| Cali        | Sam Welsford  | Lindsay De Vylder | Casper von Folsach |
| Los Angeles | Szymon Sajnok | Campbell Stewart  | Park Sangue-hoon   |

#### Classificação
| Pos. | Corredor           | Apel | Cali | A   | Pts  |
| 1.   | Szymon Sajnok      | 500  | 325  | 500 | 1325 |
| 2.   | Morgan Kneisky     | -    | 300  | 350 | 650  |
| 3.   | Christopher Latham | 350  | -    | 350 | 650  |
| 4.   | Park Sangue-hoon   | -    | 205  | 400 | 605  |
| 5.   | Sam Welsford       | -    | 500  | -   | 500  |
| 6.   | Sergey Rostovtsev  | 175  | -    | 325 | 500  |
| 7.   | Liu Hao            | 190  | 175  | 130 | 495  |
| 8.   | Roman Gladysh      | 160  | 130  | 175 | 465  |
| 9.   | Campbell Stewart   | -    | –    | 450 | 450  |
| 10.  | Lindsay De Vylder  | -    | 450  | -   | 450  |

### Provas C1
Esta prova está disputada no marco dos séries da Copa do mundo, mas nenhum ponto não está atribuído.
Scratch
| Lugar   | Vencedor   | Segundo         | Terceiro     |
| ------- | ---------- | --------------- | ------------ |
| Glasgow | Robbe Ghys | Maksim Piskunov | Ivo Oliveira |

## Mulheres

### 500 metros

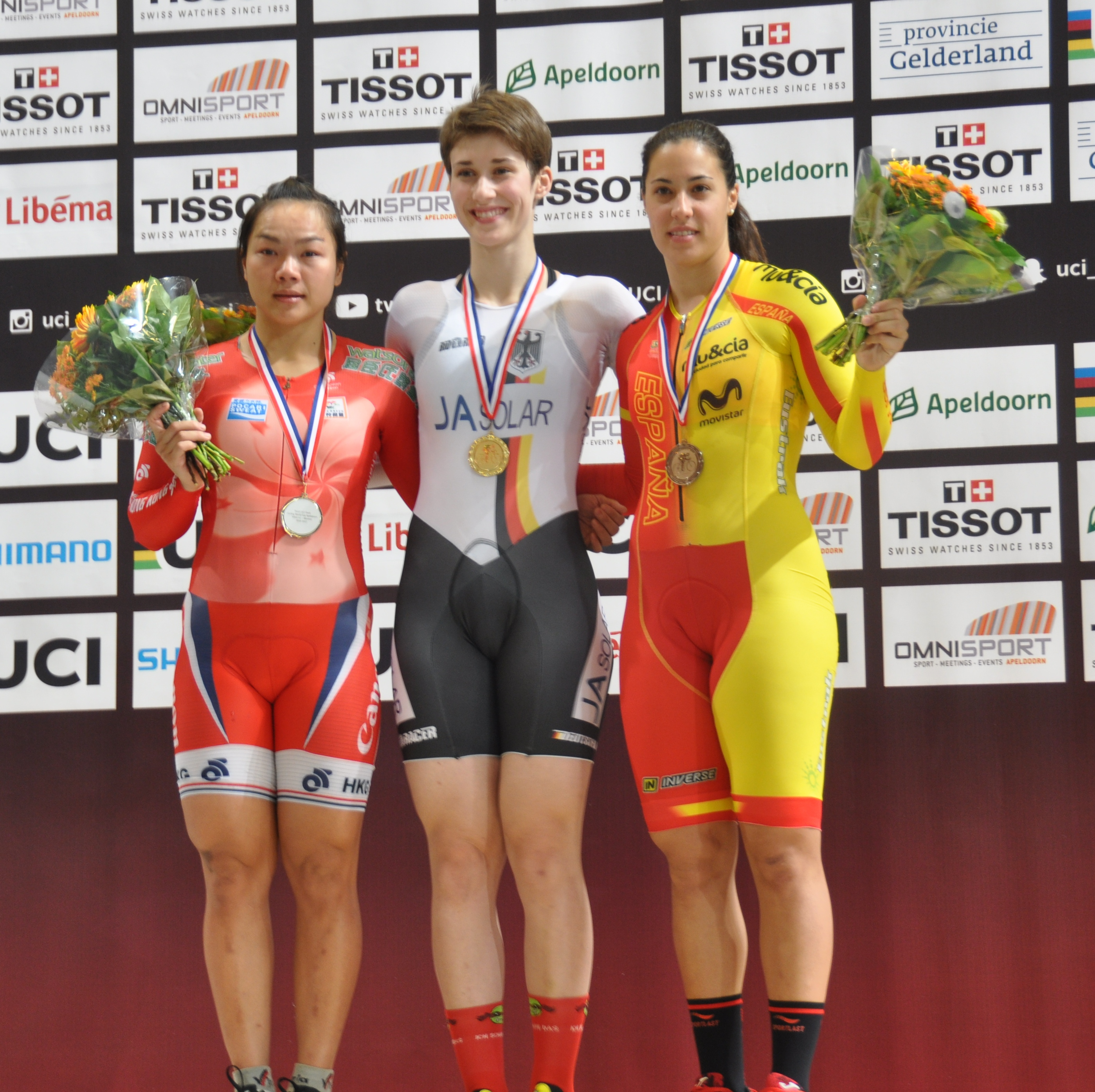
Podio dos 500 metros contrarrelógio em Apeldoorn (de esquerda à direita) : Lee Wai-sze, Pauline Grabosch e Tania Calvo

#### Resultados
| Lugar     | Vencedor         | Segundo     | Terceiro    |
| --------- | ---------------- | ----------- | ----------- |
| Apeldoorn | Pauline Grabosch | Lee Wai-sze | Tania Calvo |

#### Classificação
| Pos. | Corredora        | Apel | Pts |
| 1.   | Pauline Grabosch | 500  | 500 |
| 2.   | Lee Wai-sze      | 450  | 450 |
| 3.   | Tania Calvo      | 400  | 400 |
| 4.   | Kyra Lamberink   | 375  | 375 |
| 5.   | Olena Starikova  | 350  | 350 |
| 6.   | Han Jun          | 325  | 325 |
| 7.   | Katy Marchant    | 300  | 300 |
| 8.   | Natalia Antonova | 275  | 275 |
| 9.   | Miriam Vece      | 250  | 250 |
| 10.  | Kayono Maeda     | 225  | 225 |

### Keirin

#### Resultados
| Lugar       | Vencedor           | Segundo          | Terceiro         |
| ----------- | ------------------ | ---------------- | ---------------- |
| Glasgow     | Simona Krupeckaite | Lyubov Basova    | Courtney Field   |
| Apeldoorn   | Lyubov Basova      | Nicky Degrendele | Wai Sze Lee      |
| Cali        | Kristina Vogel     | Martha Bayona    | Nicky Degrendele |
| Los Angeles | Kristina Vogel     | Martha Bayona    | Natasha Hansen   |

#### Classificação
| Pos. | Corredora          | Glasg | Apel | Cali | A   | Pts  |
| 1.   | Lyubov Basova      | 450   | 500  | -    | 375 | 1325 |
| 2.   | Nicky Degrendele   | 375   | 450  | 400  | -   | 1225 |
| 3.   | Liu Lili           | 190   | 350  | 375  | 175 | 1090 |
| 4.   | Tatiana Kiseleva   | 350   | 225  | 145  | 300 | 1020 |
| 5.   | Kristina Vogel     | -     | -    | 500  | 500 | 1000 |
| 6.   | Martha Bayona      | -     | -    | 450  | 450 | 900  |
| 7.   | Simona Krupeckaitė | 500   | -    | -    | 325 | 825  |
| 8.   | Mathilde Gros      | -     | -    | 350  | 275 | 625  |
| 9.   | Wang Tzu-chun      | 275   | 175  | -    | 145 | 595  |
| 10.  | Courtney Field     | 400   | 190  | -    | -   | 590  |

### Velocidade

#### Resultados
| Lugar       | Vencedor           | Segundo            | Terceiro            |
| ----------- | ------------------ | ------------------ | ------------------- |
| Glasgow     | Simona Krupeckaite | Lyubov Basova      | Tania Calvo         |
| Apeldoorn   | Wai Sze Lee        | Tania Calvo        | Laurine Van Riessen |
| Cali        | Kristina Vogel     | Anastasiia Voinova | Daria Shmeleva      |
| Los Angeles | Kristina Vogel     | Lyubov Basova      | Anastasiia Voinova  |

#### Classificação
| Pos. | Corredora          | Glasg | Apel | Cali | A   | Pts  |
| 1.   | Olena Starikova    | 190   | 375  | 225  | 375 | 1165 |
| 2.   | Tania Calvo        | 400   | 450  | 300  | -   | 1150 |
| 3.   | Kristina Vogel     | -     | -    | 500  | 500 | 1000 |
| 4.   | Han Jun            | 300   | 145  | 275  | 275 | 995  |
| 5.   | Miglė Marozaitė    | 325   | 205  | 325  | 120 | 975  |
| 6.   | Lyubov Basova      | 450   | -    | -    | 450 | 900  |
| 7.   | Anastasiia Voinova | -     | -    | 450  | 400 | 850  |
| 8.   | Liu Lili           | 175   | 225  | 205  | 225 | 830  |
| 9.   | Nicky Degrendele   | 375   | 175  | 190  | -   | 740  |
| 10.  | Emma Hinze         | -     | -    | 375  | 325 | 700  |

### Velocidade por equipas

#### Resultados
| Lugar       | Vencedor                                          | Segundo                                              | Terceiro                                     |
| ----------- | ------------------------------------------------- | ---------------------------------------------------- | -------------------------------------------- |
| Glasgow     | Espanha · Tania Calvo · Helena Casas              | China · Han Jun · Liu Lili                           | Rússia · Natalia Antonova · Tatiana Kiseleva |
| Apeldoorn   | Espanha · Tania Calvo · Helena Casas              | Países Baixos · Kyra Lamberink · Shanne Braspennincx | China · Han Jun · Liu Lili                   |
| Cali        | Alemanha · Kristina Vogel · Miriam Welte          | Gazprom-RusVelo Daria Shmeleva Anastasiia Voinova    | Espanha · Tania Calvo · Helena Casas         |
| Los Angeles | Gazprom-RusVelo Daria Shmeleva Anastasiia Voinova | Canadá · Amelia Walsh · Kate Ou’Brien                | Coreia do Sul Lee Hye-jin Kim Won-gyeong     |

#### Classificação
| Pos. | Equipa          | Glasg | Apel | Cali | A   | Pts  |
| 1.   | Espanha         | 500   | 500  | 400  | 190 | 1590 |
| 2.   | China           | 450   | 400  | 275  | 350 | 1475 |
| 3.   | Itália          | 300   | 250  | 225  | 250 | 1025 |
| 4.   | Gazprom-RusVelo | -     | -    | 450  | 500 | 950  |
| 5.   | Estados Unidos  | 350   | 300  | -    | 225 | 875  |
| 6.   | Alemanha        | -     | -    | 500  | 300 | 800  |
| 7.   | Rússia          | 400   | 375  | -    | -   | 775  |
| 8.   | Canadá          | -     | -    | 300  | 450 | 750  |
| 9.   | Colômbia        | -     | -    | 350  | 375 | 725  |
| 10.  | Austrália       | 375   | 325  | -    | -   | 600  |

### Perseguição individual

#### Resultados
| Lugar       | Vencedor     | Segundo           | Terceiro      |
| ----------- | ------------ | ----------------- | ------------- |
| Los Angeles | Chloé Dygert | Ashlee Ankudinoff | Jaime Nielsen |

#### Classificação
| Pos. | Equipa               | A   | Pts |
| 1.   | Chloé Dygert         | 500 | 500 |
| 2.   | Ashlee Ankudinoff    | 450 | 450 |
| 3.   | Jaime Nielsen        | 400 | 400 |
| 4.   | Justyna Kaczkowska   | 375 | 375 |
| 5.   | Tatsiana Sharakova   | 350 | 350 |
| 6.   | Francesca Pattaro    | 325 | 325 |
| 7.   | Marion Borras        | 300 | 300 |
| 8.   | Annie Foreman-Mackey | 275 | 275 |
| 9.   | Pia Pensaari         | 250 | 250 |
| 10.  | Anna Turvey          | 225 | 225 |

### Perseguição por equipas

#### Resultadas
| Lugar       | Vencedor                                                                                  | Segundo                                                                                   | Terceiro                                                                   |
| ----------- | ----------------------------------------------------------------------------------------- | ----------------------------------------------------------------------------------------- | -------------------------------------------------------------------------- |
| Glasgow     | Reino Unido · Emily Kay · Eleanor Dickinson · Manon Lloyd · Emily Nelson · Dannielle Khan | Itália · Simona Frapporti · Elisa Balsamo · Maria Giulia Confalonieri · Francesca Pattaro | França · Roxane Fournier · Laurie Berthon · Elise Delzenne · Coralie Demay |
| Cali        | Austrália · Amy Cure · Ashlee Ankudinoff · Alexandra Manly · Rebecca Wiasak               | Itália · Beatrice Bartelloni · Simona Frapporti · Francesca Pattaro · Silvia Valsecchi    | Canadá · Stephanie Roorda · Ariane Bonhomme · Laura Brown · Kinley Gibson  |
| Los Angeles | Estados Unidos · Kelly Catlin · Chloé Dygert · Jennifer Valente · Kimberly Geist          | Nova Zelândia · Rushlee Buchanan · Michaela Drummond · Jaime Nielsen · Racquel Sheath     | Canadá · Laura Brown · Jasmin Duehring · Annie Foreman-Mackey · Kirsti Lay |

#### Classificação
| Pos. | Equipa        | Glasg | Cali | A   | Pts  |
| 1.   | Itália        | 900   | 900  | 750 | 2550 |
| 2.   | França        | 800   | 750  | 700 | 2250 |
| 3.   | Polónia       | 750   | 600  | 650 | 200  |
| 4.   | Reino Unido   | 1000  | 700  | -   | 1700 |
| 5.   | Canadá        | -     | 800  | 800 | 1600 |
| 6.   | Nova Zelândia | -     | 650  | 900 | 1550 |
| 7.   | Ucrânia       | 550   | 410  | 550 | 1510 |
| 8.   | Rússia        | 380   | 380  | 600 | 1360 |
| 9.   | Japão         | 500   | 350  | 500 | 1350 |
| 10.  | China         | 700   | 450  | -   | 1150 |

### Scratch

#### Resultados
| Lugar       | Vencedor           | Segundo           | Terceiro          |
| ----------- | ------------------ | ----------------- | ----------------- |
| Glasgow     | Elise Delzenne     | Minami Uwano      | Evgenia Romanyuta |
| Cali        | Sarah Hammer       | Evgenia Romanyuta | Lydia Gurley      |
| Los Angeles | Tetyana Klimchenko | Jasmin Duehring   | Elinor Barker     |

#### Classificação
| Pos. | Corredora          | Glasg | Cali | A   | Pts |
| 1.   | Evgenia Romanyuta  | 400   | 450  |     | 850 |
| 2.   | Tetyana Klimchenko | -     | 325  | 500 | 825 |
| 3.   | Lydia Gurley       | 375   | 400  |     | 775 |
| 4.   | Elise Delzenne     | 500   | -    | 225 | 725 |
| 5.   | Rachele Barbieri   | -     | 350  | 375 | 725 |
| 6.   | Laura Basso        | 190   | 160  | 275 | 625 |
| 7.   | Sarah Hammer       | -     | 500  |     | 500 |
| 8.   | Nao Suzuki         | -     | 120  | 350 | 470 |
| 9.   | Jasmin Duehring    | -     | -    | 450 | 450 |
| 10.  | Minami Uwano       | 450   | -    |     | 450 |

### Corrida por pontos

#### Resultados
| Lugar     | Vencedor      | Segundo      | Terceiro          |
| --------- | ------------- | ------------ | ----------------- |
| Apeldoorn | Elinor Barker | Minami Uwano | Jarmila Machacova |
| Cali      | Amy Cure      | Sarah Hammer | Simona Frapporti  |

#### Classificação
| Pos. | Corredora         | Apel | Cali | Pts |
| 1.   | Jarmila Machačová | 400  | 225  | 625 |
| 2.   | Lotte Kopecky     | 160  | 350  | 510 |
| 3.   | Amy Cure          | -    | 500  | 500 |
| 4.   | Elinor Barker     | 500  | -    | 500 |
| 5.   | Sarah Hammer      | -    | 450  | 450 |
| 6.   | Minami Uwano      | 450  |      | 450 |
| 7.   | Lydia Gurley      | 325  | 90   | 415 |
| 8.   | Simona Frapporti  | -    | 400  | 400 |
| 9.   | Neah Evans        | -    | 375  | 375 |
| 10.  | Emily Nelson      | 375  |      | 375 |

### Persegue à americana

#### Resultados
| Lugar       | Vencedor                                    | Segundo                                            | Terceiro                                              |
| ----------- | ------------------------------------------- | -------------------------------------------------- | ----------------------------------------------------- |
| Glasgow     | Reino Unido · Manon Lloyd · Katie Archibald | França · Laurie Berthon · Coralie Demay            | Rússia · Maria Averina · Diana Klimova                |
| Los Angeles | Austrália · Amy Cure · Alexandra Manly      | Nova Zelândia · Michaela Drummond · Racquel Sheath | Itália · Rachele Barbieri · Maria Giulia Confalonieri |

#### Classificação
| Pos. | Equipa         | Glasg | A   | Pts |
| 1.   | Reino Unido    | 500   | 350 | 850 |
| 2.   | França         | 450   | 375 | 825 |
| 3.   | Austrália      | 250   | 500 | 750 |
| 4.   | Rússia         | 400   | 325 | 725 |
| 5.   | Itália         | 300   | 400 | 700 |
| 6.   | Ucrânia        | 375   | 250 | 625 |
| 7.   | Nova Zelândia  | -     | 450 | 450 |
| 8.   | Estados Unidos | 225   | 225 | 450 |
| 9.   | Chéquia        | 350   | -   | 350 |
| 10.  | Irlanda        | 325   | -   | 325 |

### Omnium

#### Resultados
| Lugar     | Vencedor      | Segundo       | Terceiro           |
| --------- | ------------- | ------------- | ------------------ |
| Glasgow   | Emily Kay     | Lotte Kopecky | Tatsiana Sharakova |
| Apeldoorn | Kirsten Wild  | Emily Kay     | Rachele Barbieri   |
| Cali      | Lotte Kopecky | Emily Nelson  | Rachele Barbieri   |

#### Classificação
| Pos. | Corredora          | Glasg | Apel | Cali | Pts  |
| 1.   | Lotte Kopecky      | 450   | 375  | 500  | 1325 |
| 2.   | Emily Kay          | 500   | 450  | -    | 950  |
| 3.   | Tatsiana Sharakova | 400   | 300  | 190  | 890  |
| 4.   | Rachele Barbieri   | -     | 400  | 400  | 800  |
| 5.   | Anita Stenberg     | 250   | 275  | 205  | 730  |
| 6.   | Lydia Boylan       | 145   | 250  | 325  | 720  |
| 7.   | Luo Xiaoling       | 160   | 350  | 110  | 620  |
| 8.   | Yumi Kajihara      | 375   | 190  | -    | 565  |
| 9.   | Tetyana Klimchenko | 205   | 175  | 130  | 510  |
| 10.  | Alexandra Manly    | 300   | 205  | -    | 505  |

### Provas C1
Esta prova está disputada no marco dos séries da Copa do mundo, mas nenhum ponto não está atribuído.
Perseguição individual
| Lugar   | Vencedor           | Segundo        | Terceiro           |
| ------- | ------------------ | -------------- | ------------------ |
| Glasgow | Justyna Kaczkowska | Elise Delzenne | Tatsiana Sharakova |

## Quadro das medalhas
| Ordem | País                | Medalha de ouro | Medalha de prata | Medalha de bronze | Total |
| ----- | ------------------- | --------------- | ---------------- | ----------------- | ----- |
| 1     | Alemanha            | 7               | 4                | 1                 | 12    |
| 2     | Reino Unido         | 7               | 3                | 2                 | 12    |
| 3     | Austrália           | 5               | 2                | 1                 | 8     |
| 4     | Polónia             | 4               | 3                | 2                 | 9     |
| 5     | Ucrânia             | 3               | 4                | 1                 | 8     |
| 6     | Espanha             | 3               | 2                | 4                 | 9     |
| 7     | Irlanda             | 3               | 1                | 1                 | 5     |
| 8     | Estados Unidos      | 3               | 1                | 0                 | 4     |
| 9     | França              | 2               | 8                | 4                 | 14    |
| 10    | Bélgica             | 2               | 4                | 4                 | 10    |
| 11    | Gazprom-RusVelo     | 2               | 2                | 2                 | 6     |
| 12    | Dinamarca           | 2               | 2                | 1                 | 5     |
| 13    | Colômbia            | 2               | 2                | 0                 | 4     |
| 14    | Lituânia            | 2               | 1                | 0                 | 3     |
| 15    | Chéquia             | 2               | 0                | 3                 | 5     |
| 16    | Nova Zelândia       | 1               | 3                | 5                 | 9     |
| 17    | Canadá              | 1               | 3                | 3                 | 7     |
| 18    | Rússia              | 1               | 2                | 7                 | 10    |
| 19    | Países Baixos       | 1               | 1                | 2                 | 4     |
| 20    | Hong Kong           | 1               | 1                | 1                 | 3     |
| 21    | Bielorrússia        | 1               | 0                | 1                 | 2     |
| 22    | Minsk Cycling Clube | 1               | 0                | 0                 | 1     |
| 23    | Itália              | 0               | 3                | 4                 | 7     |
| 24    | Japão               | 0               | 2                | 0                 | 2     |
| 25    | China               | 0               | 1                | 1                 | 2     |
| 26    | Lokosphinx          | 0               | 1                | 0                 | 1     |
| 27    | Coreia do Sul       | 0               | 0                | 2                 | 2     |
| 27    | Team USN            | 0               | 0                | 2                 | 2     |
| 29    | Isn Track Team      | 0               | 0                | 1                 | 1     |
| 29    | Cazaquistão         | 0               | 0                | 1                 | 1     |
| Total | Total               | 56              | 56               | 56                | 168   |